# Магда Колчакова
Магда Михайлова Колчакова е българска театрална и филмова актриса.
През 1940 година завършва театралната школа към Народния театър „Иван Вазов“ и се присъединява към трупата му до пенсионирането си. Играе в пиесите „Боряна“, „Хъшове“, „Под игото“, „Големанов“, „Прокурорът“, „Женитба“, „Дванадесета нощ“, „Тартюф“.
Освен в театъра Колчакова има роли и в киното. Участва във филмите „Страхил войвода“ (1938), „Любимец 13“ (1958), „Пленено ято“ (1962), „Тютюн“ (1962).
Изявява се като поп изпълнител и рецитатор на поезия. Пише очерци и статии, стихосбирката „Песни“ (1948), пиесите „Гераците“ (1955, по произведението на Елин Пелин), „Вдъхновение“ (1958), както и романа в 3 части „Банскалии“ (1. част Джолевата щерка, 1966; 2 част Даутевата вдовица, 1968; 3 част Милевица Колчагова, 1975.).
Удостоена е с Димитровска награда през 1950 година, званието „народна артистка“ през 1971 година и орден „Георги Димитров“ през 1974 година.

## Филмография
- „Българо-унгарска рапсодия“ (1944), режисьор Борис Борозанов, Фригис Бан
- Любимец 13 – Кака Пена, чистачка (Премиера 15 декември 1958 г.)
- Тютюн (филм) – Спасуна (Премиера 5 ноември 1961 г.)
- Пленено ято – (Премиера 3 септември 1962 г.)
- Четиримата от вагона – Селянката с кравата (Премиера 2 август 1970 г.)
- Тихият беглец – Баба Пена (Премиера 2 юни 1972 г.)
- Всички и никой – циганка (Премиера	4 септември 1978 г.)